# Светско првенство у атлетици на отвореном 2023 — штафета 4 × 100 метара за мушкарце
Трка штафета 4 х 100 метара у мушкој конкуренцији на 19. Светском првенству у атлетици 2023. одржано је у Будимпешти (Мађарска) у Националном атлетском центру 25. и 26. августа 2023. године.
Титулу светских првака из Јуџина 2022. бранила је штафета Канаде.

## Земље учеснице
Учествовалi су 67 атлетичарa из 16 земаља.
1. Бразил (5)
2. Италија (4)
3. Јамајка (4)
4. Јапан (4)
5. Јужноафричка Република (4)
6. Канада (4)
7. Мађарска (4)
8. Немачка (4)
9. Нигерија (4)
10. Пољска (4)
11. САД (5)
12. Тринидад и Тобаго (4)
13. Уједињено Краљевство (5)
14. Француска (4)
15. Холандија (4)
16. Швајцарска (4)

## Освајачи медаља
|                                                                  |                                                                                |                                                                       |
| САД · Кристијан Колман · Фред Керли · Брендон Карнес · Ноа Лајлс | Италија · Роберто Ригали · Ламонт Марсел Џејкобс · Лоренцо Пата · Филипо Торту | Јамајка · Ackeem Blake · Oblique Seville · Ryiem Forde · Рохан Вотсон |

## Рекорди
Рекорди у штафети 4х100 метара за мушкарце пре почетка светског првенства 19. августа 2023. године:
| Рекорди пре почетка Светског првенства 2023.   | Рекорди пре почетка Светског првенства 2023.                                                         | Рекорди пре почетка Светског првенства 2023. | Рекорди пре почетка Светског првенства 2023. | Рекорди пре почетка Светског првенства 2023. |
| ---------------------------------------------- | --- | -------------------------------------------- | -------------------------------------------- | -------------------------------------------- |
| Олимпијски рекорди                             | Јамајка · (Неста Картер, Мајкл Фрејтер, Јохан Блејк, Јусејн Болт)                                    | 36,84                                        | Лондон, Уједињено Краљевство                 | 11. август 2012.                             |
| Светски рекорд                                 | Јамајка · (Неста Картер, Мајкл Фрејтер, Јохан Блејк, Јусејн Болт)                                    | 36,84                                        | Лондон, Уједињено Краљевство                 | 11. август 2012.                             |
| Рекорд светског првенства                      | Јамајка · (Неста Картер, Мајкл Фрејтер, Јохан Блејк, Јусејн Болт)                                    | 37,04                                        | Тегу, Јужна Кореја                           | 4. септембар 2011.                           |
| Најбољи резултат сезоне                        | Канада · (Арон Браун, Џером Блејк, Брендон Родни, Андре де Грас)                                     | 37,80                                        | Гејнсвил, САД                                | 1. април 2023.                               |
| Најбољи резултат сезоне                        | Јапан · (Рјуичиро Сакаj, Хироки Јанагита, Јуки Коике, Коки Уејама)                                   | 37,80                                        | Лондон, Уједињено Краљевство                 | 23. јул 2023.                                |
| Европски рекорд                                | Уједињено Краљевство · (Адам Џемили, Зарнел Хјуз, Ричард Килти, Нетанил Мичел Блејк)                 | 37,36                                        | Доха, Катар                                  | 5. октобар 2019.                             |
| Северноамерички рекорд                         | Јамајка · (Неста Картер, Мајкл Фрејтер, Јохан Блејк, Јусејн Болт)                                    | 36,84                                        | Лондон, Уједињено Краљевство                 | 11. август 2012.                             |
| Јужноамерички рекорд                           | Бразил · (Родриго до Наскименто, Витор Хуго дос Сантос, Дерик Силва, Пауло Андре Камило де Оливеира) | 37,72                                        | Доха, Катар                                  | 5. октобар 2019.                             |
| Афрички рекорд                                 | Јужна Африка · (Thando Dlodlo, Симон Магакве, Clarence Munyai, Акани Симбине)                        | 37,65                                        | Доха, Катар                                  | 4. октобар 2019.                             |
| Азијски рекорд                                 | Јапан · (Шухеј Тада, Кирара Шираиши, Јошихиде Кирју, Абдул Хаким Сани Браун)                         | 37,43                                        | Доха, Катар                                  | 5. октобар 2019.                             |
| Океанијски рекорд                              | Аустралија · (Пол Хендерсон, Тим Џексон, Стив Бримаком, Дејмијен Марш)                               | 38,17                                        | Гетеборг, Шведска                            | 12. август 1995.                             |
| Океанијски рекорд                              | Аустралија · (Ентони Алози, Ајзек Нтиамоа, Ендру Макабе, Џошуа Рос)                                  | 38,17                                        | Лондон, Уједињено Краљевство (ЛОИ)           | 10. август 2012.                             |
| Рекорди постигнути на Светском првенству 2023. | |                                              |                                              |                                              |
| Најбољи резултат сезоне                        | Сједињене Државе · (Кристијан Колман, Фред Керли, Брендон Карнес, Ј.Т. Смит)                         | 37,67                                        | Будимпешта, Мађарска                         | 25. август 2023.                             |
| Најбољи резултат сезоне                        | Италија · (Роберто Ригали, Ламонт Марсел Џејкобс, Лоренцо Пата, Филипо Торту)                        | 37,61                                        | Будимпешта, Мађарска                         | 25. август 2023.                             |
| Најбољи резултат сезоне                        | Сједињене Државе · (Кристијан Колман, Фред Керли, Брендон Карнес, Ноа Лајлс)                         | 37,38                                        | Будимпешта, Мађарска                         | 26. август 2023.                             |

## Критеријум квалификација
12 штафета се квалификовало као финалисти Светског првенства у такмичењу штафета 2022. године а 4 се пласирало на основу најбољих резултата постигнутим између 31. јула 2022. и 30. јула 2023. године.

## Сатница
| Датум            | Време | Коло          |
| ---------------- | ----- | ------------- |
| 25. август 2023. | 19:32 | Квалификације |
| 26. август 2023. | 19:50 | Финале        |

## Резултати

### Квалификације
Такмичење је одржано 25. августа 2023. године. Штафете су подељене у  2 групе. У финале су прошле по 3 првопласиране из обе групе (КВ) и 2 на основу постигнутог резултата (кв).,,,,,
| Групе | 1     | 2     |
| ----- | ----- | ----- |
| Старт | 19:32 | 21:40 |

| Поз. | Гру. | Штафета           | Атлетичари                                                                             | НР    | Време | Белешка |
| ---- | ---- | ----------------- | -------------------------------------------------------------------------------------- | ----- | ----- | ------- |
| 1.   | 2    | Италија           | Роберто Ригали, Ламонт Марсел Џејкобс, Лоренцо Пата, Филипо Торту                      | 37,50 | 37,65 | КВ, СРС |
| 2.   | 1    | САД               | Кристијан Колман, Фред Керли, Брендон Карнес, Ј.Т. Смит                                | 37,10 | 37,67 | КВ, СРС |
| 3.   | 1    | Јамајка           | Ackeem Blake, Oblique Seville, Рајем Форде, Рохан Вотсон                               | 36,84 | 37,68 | КВ, НРС |
| 4.   | 1    | Јапан             | Рјуичиро Сакаj, Хироки Јанагита, Јуки Коике, Абдул Хаким Сани Бровн                    | 37,43 | 37,71 | КВ, НРС |
| 5.   | 2    | Јужна Африка      | Шон Масвангањи, Бењамин Ричардсон, Clarence Munyai, Акани Симбине                      | 37,65 | 37,72 | КВ, НРС |
| 6.   | 1    | Француска         | Меба Микел Зезе, Пабло Матео, Рајан Зезе, Моухамадоу Фал                               | 37,79 | 37,98 | кв, НРС |
| 7.   | 2    | У.Краљевство      | Jeremiah Azu, Адам Џемили, Јона Ефолоко, Eugene Amo-Dadzie                             | 37,36 | 38,01 | КВ      |
| 8.   | 2    | Бразил            | Пауло Андре Камило, Фелипе Барди, Ерик Кардозо, Родриго до Наскименто                  | 37,72 | 38,19 | кв, НРС |
| 9.   | 2    | Нигерија          | Favour Oghene Tejiri Ashe, Usheoritse Itsekiri, Алаба Олукунле Акинтола, Сеје Огунлеве | 37,94 | 38,20 | НРС     |
| 10.  | 2    | Канада            | Арон Браун, Џером Блејк, Брендон Родни, Боладе Ајомале                                 | 37,48 | 38,25 |         |
| 11.  | 2    | Швајцарска        | Паскал Манћини, Бредли Лестрејд, Феликс Свенсон, Енрико Гинтерт                        | 38,36 | 38,65 |         |
| 12.  | 1    | Тринидад и Тобаго | Омари Левис, Џерод Елкок, Ревел Вебстер, Девин Аугустине                               | 37,62 | 38,89 |         |
| 13.  | 1    | Мађарска          | Доминик Иловски, Бенце Борос, Данијел Сабо, Марк Пап                                   | 38,67 | 39,55 | НРС     |
| —    | 1    | Холандија         | Нсикак Екпо, Тајмир Бурнет, Хенсли Паулина, Рафаел Боују                               | 37,91 | НЗ    |         |
| —    | 1    | Немачка           | Кевин Кранц, Лукас Анса Пепра, Јосхуа Хартман, Јаник Волф                              | 37,97 | НЗ    |         |
| —    | 2    | Пољска            | Адам Бурда, Матеуш Сиуда, Лукаш Зак, Доминик Копећ                                     | 38,15 | НЗ    |         |

### Финале
Такмичење је одржано 26. августа 2023. године у 19:50 часова.,,,
| Пласман | Штафета      | Атлетичари                                                          | Време | Белешке |
| ------- | ------------ | ------------------------------------------------------------------- | ----- | ------- |
|         | САД          | Кристијан Колман, Фред Керли, Брендон Карнес, Ноа Лајлс             | 37,38 | СРС     |
|         | Италија      | Роберто Ригали, Ламонт Марсел Џејкобс, Лоренцо Пата, Филипо Торту   | 37,62 | НРС     |
|         | Јамајка      | Ackeem Blake, Oblique Seville, Рајем Форде, Рохан Вотсон            | 37,76 | НРС     |
| 4.      | У.Краљевство | Jeremiah Azu, Жарнел Хјуз, Адам Џемили, Eugene Amo-Dadzie           | 37,80 | НРС     |
| 5.      | Јапан        | Рјуичиро Сакаj, Хироки Јанагита, Јуки Коике, Абдул Хаким Сани Бровн | 37,83 |         |
| 6.      | Француска    | Меба Микел Зезе, Пабло Матео, Рајан Зезе, Моухамадоу Фал            | 38,06 |         |
| —       | Јужна Африка | Шон Масвангањи, Бењамин Ричардсон, Clarence Munyai, Акани Симбине   | НЗ    |         |
| —       | Бразил       | Родриго до Наскименто, Жорже Видес, Ерик Кардозо, Фелипе Барди      | Диск. |         |